# Nágárdžuna
Nágárdžuna (asi mezi lety 150 n. l. – 250 n. l., některými autory je uváděno 100 n. l. - 165 n. l., ale to je zřejmě nepravdivé) byl indický filozof, zakladatel školy Madhjamaka mahájánového buddhismu a pravděpodobně nejvlivnější buddhistický myslitel po samotném Buddhovi Gautamovi. Stoupenci mahájány věří, že jeho příchod byl předpovězen samotným Buddhou v několika sútrách, konkrétně v textu zvaném Maňdžušrí múlatantra a sútře Královského samádhi (Samádhirádžasútra).
Jeho spisy byly základem pro vytvoření školy Madhjamaka (Střední cesta), která byla přenesena do Číny pod názvem škola Tří pojednání (San-lun, TZ: 三論 ZZ: 三论). Je mu přisuzováno prohloubení filozofického systému pradžňápáramitových súter. Vyvinul dialektickou metodu, která je založena na dovedení antiteze ad absurdum. Hlásal, že každá věc a jev existují jen skrz svůj protiklad a na základě toho tvrdil, že vše je relativní, tedy nereálné a prázdné (v sans. šúnja, v pálí suňňa). Byl také úzce spjat s buddhistickou univerzitou v Nálandě.

## Život

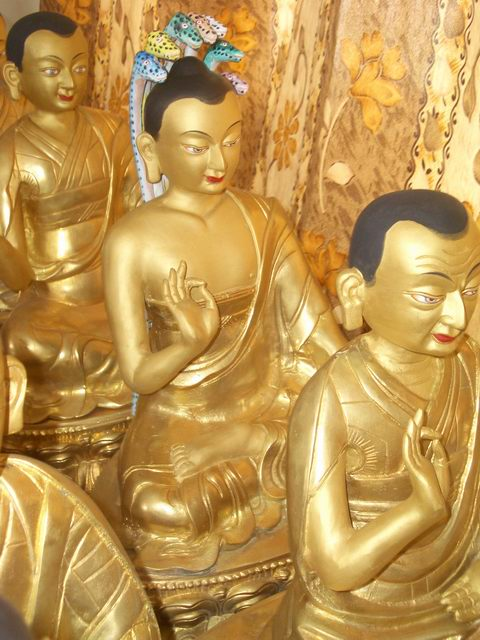
Socha zpodobňující Nágárdžunu

O Nágárdžunově životě je známou velice málo, co bychom mohli považovat za skutečná fakta. Na druhou stranu se zachovalo velké množství legend. Pravděpodobně se narodil v jižní Indii poblíž města Nagarjunakondy, které leželo v současném indickém státě Ándhrapradéš. Podle překladatele Kumáradžívy se Nágárdžuna narodil v bráhmanské rodině, ale později konvertoval k buddhismu. Možná tato skutečnost byla důvodem, proč byl jedním z mála významných buddhistických myslitelů, kteří raději psali v sanskrtu než v pálí nebo buddhistickém hybridním sanskrtu. Nágárdžunovo jméno se odvozuje od nága a ardžuna (strom druhu Terminalia arjuna). Podle tradice se Nágárdžuna narodil pod takovým stromem a nágové jej svém podmořském paláci vzdělávali v okultních vědách. Potom prý v peklech objevil mahájánové sútry.
Podle legendárního podání překladatele Kumáradžívy od samého mládí Nágárdžuna vykazoval udivující intelektuální schopnosti. Ve věku dvaceti let měl věhlas bráhmana vyučeného tradičním způsobem. Poté zanechal učení a začal se oddávat smyslovým potěšením, až konečně jednoho dne, který se zakončil smrtí jeho dvou blízkých přátel, za něž se cítil zodpovědný, přijal buddhistické mnišské sliby. Velice rychle se obeznámil s Tripitakou. Uvědomiv si velký nepořádek v textech, započal cestu po celé Indii v hledání ztracených mahájánových textů. Slitoval se nad ním Mahánága a zavedl ho do své knihovny súter. Po devadesáti dnech studia je všechny ovládl, ale když nalezl další množství súter, uvědomil si, že je důležitější praxe než učení dalších textů. Poté usedl v samádhi - trpělivosti ne-bytí a vytvořil šástry školy Madhjamaka a napsal precizní komentáře mahájány
Podle zřídla tibetské tradice a historika Bustona rinpoče jedině stéblo trávy kuša mohlo usmrtit Nágárdžunu, protože v předchozím životě nevědomě touto trávou usmrtil mravence.
Z Nágárdžunových spisů vyplývá, že byl dobře obeznámen s učením nikájových škol (tj. učením tzv. starých buddhistických škol), tak i s filozofií šířící se mahájány. I když je obecně považován za příslušníka mahájány, často se ve svých pracích opírá o kánon škol mahájánou označovaných jako hínajána. Jeho filozofie je v tomto ohledu velice nezávislá a je tak střední cestou mezi starými a nově vznikajícími školami buddhismu. Je považován za jednoho ze zakladatelů a nejdůležitějších učitelů buddhismu mahájány .

## Nágárdžunova filozofie
Nágárdžunův hlavní přínos buddhistické filozofii tkví v jeho rozvinutí konceptu šúnjatá, neboli prázdnoty, která spojuje další klíčové buddhistické pojmy, konkrétně anátman a pratítjasamutpádu (závislé vznikání). Podle Nágárdžuny jsou nejen živé bytosti bez jakékoli podstaty nebo duše (átman), ale i všechny věci jsou bez svabhávy, jinak řečeno bez “vlastní podstaty”. Jsou-li tedy bez skryté esence, jsou prázdné (šúnjata). Je tomu tak proto, že vznikají podmíněně, nikoli svou vlastní silou, ale v závislosti na podmínkách, které vytvářejí jejich současnou existenci. Podle zákona závislého vznikání je všechno vzájemně zřetězeno, propojeno a spjato, každá věc je vlastně průsečíkem vzájemných vztahů, věci nemohou existovat samy o sobě, jsou ovlivňovány, jsou pomíjivé, nemají svou vlastní podstatu. Věci tedy neexistují samy o sobě, jsou zbaveny vlastních charakteristických rysů, jelikož jsou jen průsečíky vzájemných vztahů, vlastně vůbec jako takové neexistují. Ale jestliže neexistují, neznamená to, že všechno je pouhé nebytí. Právě naopak, protože není bytí (bháva), nemůže být ani nebytí (abháva) jako jeho protiklad. Jedinou skutečností je prázdnota (v sans. šúnjata, v pálí suňňata), kterou ovšem nelze ztotožňovat s nebytím. Právě relativita bytí a nebytí je projevem vesmírné prázdnoty. Podle Nágárdžuny je i samotná šúnjata (prázdnota) také šúnja (prázdná). Prázdnota (šúnjata) je v tomto významu totožná s nirvánou. Kdyby nirvána nebyla také prázdná, ale měla svou podstatu, jednalo by se o totéž, čím je hinduistický Brahman. Brahman je poznán v okamžiku, kdy člověk zjistí, že jeho nejvnitřnější podstata (átman) je totožná s božskou vesmírnou podstatou (Brahman). Nirvána je naopak prožita v okamžiku, kdy člověk zjistí, že nic nemá svou vnitřní podstatu a je tedy prázdné (šúnja). Nirvána tak není žádný konec, ani věčnost, ani nicota, ani vznik čehokoli. Nágáržuna realitu našeho běžného života chápe a vykládá jako vidinu, přelud, fatu morgánu, podobně jako jí jsou „nebeská města polobohů, zaječí parohy nebo syn neplodné ženy“. Příčinou této vidiny je nevědomost (v sans. avidjá, v pálí avidždža) o prázdnotě. Nágárdžuna neustále zdůrazňuje, že prázdnota v žádném případě neznamená nebytí a není s ním totožná. Prázdnota přesahuje bytí i nebytí (bhávábháva), je s nimi nesrovnatelná. Nebytí může existovat jen ve vztahu k bytí a naopak, avšak vesmírná prázdnota nemá žádný protiklad a je tak absolutní.
Nágárdžuna stojí také za rozvinutím tzv. učení o dvou pravdách, které tvrdí, že v buddhismu existují dvě úrovně pravdy, jedna je skutečně pravdivá a druhá je pouze konvencí nebo účelovou pravdou. Tato konvenční pravda je v pozdějších mahájánových textech nazývaná jako upája. Nagárdžuna čerpal z předchozího pojetí této doktríny, které se nachází v Kačajanagotta Suttě (viz Pálijský kánon) a které rozlišuje mezi nítártha (jasnými) a nejártha (skrytými) pojmy. Nagárdžuna rozlišuje mezi samvrti (konvenční) a paramártha (konečnou) pravdou. (Ádi Šankara nazval analogická pojetí vjavahárika a paramárthika.) Podle Nágárdžuny je tak celá Buddhova nauka rozdělena na část ezoterickou a část exoterickou. Řekl: „Jsou dvě Buddhova učení. Jedno je tajné (sans. guhja) pro zasvěcence, druhé je zjevné (v sans. vjakta) a má cestu snadnou (v sans. sahadža) a cestu nesnadnou (v sans. kathina).“

## Kritika
Vedánta sútra 2.2.32 (sarvathānupapatteśca) oponuje filozofii o šúnjatě.
Pokud jsou prostředky poznání a argumenty prázdné, nelze podle ní tuto filozofii prosadit.

## Díla připisovaná Nagárdžunovi
- Mūlamadhyamaka-kārikā
- Śūnyatāsaptati
- Vigrahavyāvartanī
- Vaidalyaprakaraṇa
- Vyavahārasiddhi
- Yuktiṣāṣṭika
- Catuḥstava
- Ratnāvalī
- Pratītyasamutpādahṝdayakārika
- Sūtrasamuccaya
- Bodhicittavivaraṇa
- Suhṛllekha
- Bodhisaṃbhāra

Reference.